# Дауни
Дауни или Давни су били древни народ илирског порекла, који је живео у историјској области Даунија (или Давнија) у модерној италијанској покрајини Фођа у региону Апулија.
Ова област је у дуго времена, била насељена дауниитским народом, а тај народ је сличан Месапима и Певкетима.
Још у доба палеолита, трагови људи у области Гаргано су оставили своје трагове. У овој области је постојало идеално место да се остане због благе климе, пијеће воде, великог броја стабала воћа, животиња у шумама и риба дуж обале. У многим местима, пронађен је кремени алат. У ХХ веку у овој области је пронађена највећа европска радионица од тврдог (каменог и кременог) алата у области Дефенсола, 3 км северно од Виесте.
У бронзано доба област су почели да колонизују грчка племена.